# Викимедијина остава
Викимедијина остава (енгл. Wikimedia Commons), такође позната и као Остава или Викиостава, је складиште за слике, звучне записе и друге мултимедијалне датотеке које су лиценциране под неком од слободних лиценци. То је пројекат Задужбине Викимедија као што је то и Википедија, али са тим да је она заједничко складиште „средстава“ за све различите Викимедијине братске пројекте, без обзира на језик.
Датотеке послате на Викиоставу могу се користити на исти начин као и локалне датотеке на другим пројектима Викимедије, на свим језицима, укључујући Википедију, Викиречник, Викицитат, Викизворник, Викивести и Викикњиге, као и скинути за употребу ван мреже пошто је сав садржај или у јавном власништву или је предат под слободном лиценцом као што је то ГНУ-ова лиценца за слободну документацију.
- Прва слика која је отпремљена на Оставу 7. септембра 2004.